# Gemeentelijk Sportpark Kaalheide
El Gemeentelijk Sportpark Kaalheide es un estadio de fútbol ubicado en Kerkrade en los Países Bajos y que actualmente es utilizado por el Jong Roda JC.

## Historia
Fue inaugurado en 1950 y tuvo al VV Juliana como el primer equipo en utilizar el estadio para sus partidos de local dos años después hasta 1954. De 1954 a 1962 lo utilizó el Rapid JC y de 1962 hasta el 2000 fue la sede del Roda JC, jugando su último partido el 14 de mayo de 2000 en la victoria por 3-2 ante el AZ Alkmaar, ya que después se mudó al Parkstad Limburg Stadion.